# کراسنویه سلو
شهر کراسنویه سلو (به روسی: Красное Село) در کشور روسیه و در سن پترزبورگ واقع شده‌است.